# Джаббар (имя)
Джабба́р, Джаба́р (араб. جبار — джабба́ру) — мужское имя арабского происхождения, в переводе на русский означает «могущественный», «всемогущий», «обладающий большой силой», «мощью». Распространено у многих исламских народов.

## Аль-Джаббар
Аль-Джаббар (араб. الجبار — аль-джабба́ру) — одно из имён Аллаха, которое может применяться исключительно для обращения к Аллаху. Имя Аль-Джаббар употребляется в Коране в 23 аяте суры Аль-Хашр:

Он – Аллах, и нет божества, кроме Него, Властелина, Святого, Пречистого, Оберегающего, Хранителя, Могущественного, Могучего, Гордого. Пречист Аллах и далек от того, что они приобщают в сотоварищи.
—  59:23 (Кулиев)
Имя Аль-Джаббар имеет значения, относящихся к понятию силы и наличия возможности подчинять. В английских переводах принято использовать термин The Despot, чтобы подчеркнуть мысль о том, что никто не может контролировать Бога, и напротив, Аллах имеет силу принуждения, в частности, принуждения следовать тем или иным путём. Так как следовать Аллаху является наилучшим выбором, подчеркивается благо для человека, связанное с этим качеством Бога. Второе толкование связано со словом jabbarah, которое обычно переводится как «слишком высоко, чтобы быть достигнутым». Отсюда выводится, что Аллах поставлен выше чем кто бы то ни был.

## Абдул-Джаббар
Абдул-Джаббар (араб. عبد الجبار — ’абду-ль-джабба́ри) — двусоставное мужское имя арабского происхождения. Имя Абдул-Джаббар состоит из двух слов Абд (слуга, раб) и аль-Джаббар (Могучий, Подчиняющий), в переводе с арабского означающее «слуга Всемогущего», «раб Подчиняющего».